# ステーションサービス
ステーションサービス (Station Service) とは、日本において鉄道事業者の子会社として設立され、親会社からの業務委託を受けて鉄道駅の運営事業を行う企業の会社名に多く使用される名称。鉄道事業者によってはレールウェイサービス (Railway Service) など、他の名称を使用することもある。
公共交通機関としては類似の概念として、路線バスにおける「管理の受委託」がある。

## 概要
鉄道事業者が分社化により子会社を設立し、鉄道業務のうち駅業務を子会社に委託する。子会社は駅員や案内係などが行う業務を受託し、受託する内容は改札・窓口業務、駅構内やホームでの旅客案内、駅施設の安全管理など多岐にわたる。子会社が駅員などの採用を行い各駅へ配置することで、鉄道事業者が駅業務と運転業務との分離を行うことが可能となる。
駅業務だけでなく駅ナカや車両・駅舎清掃などの駅周辺付帯事業も併せて運営する子会社もある。駅ナカ事業など商業施設の運営（流通部門）を主とし、駅業務を主としないグループ企業については、本項では割愛する。
私鉄では、駅業務を全面移管する会社が多かった。主に大手私鉄とそのグループ会社においては、バブル景気の崩壊による1990年代後半以降の平成不況を受け、主に人件費削減を目的として業務委託が行われるようになる。1999年4月には京王電鉄子会社の京王設備サービスが鉄道関連事業部を発足させて駅業務の受託を開始し、同年6月には東京急行電鉄（当時、現：東急株式会社）が東急レールウェイサービスを設立して駅業務の委託を開始した。これを皮切りに、2000年前後から各鉄道事業者で駅業務委託のための子会社設立が相次いだ。しかしその後は経営の効率化や、少子高齢化による人手不足を見越した人員確保のため、駅業務を再び直営化する鉄道事業者が出始め、2000年代後半から2010年代にかけては、再び本社へ吸収合併された子会社もある。

## 各鉄道事業者の駅業務委託会社

### JR
JRグループ各社では、完全子会社へ移管するケースが多い。
- 北海道旅客鉄道 / 北海道ジェイ・アール・サービスネット
- 東日本旅客鉄道
  - JR東日本ステーションサービス (JESS) - 関東地区。JR東日本営業研修センター、大宮支社研修センター、JR東日本運輸収入センターの受託運営も行う。JR東日本グループの最大の子会社のひとつ。2020年12月現在、340駅以上の駅を受託運営している。
  - JR中央線コミュニティデザイン - 八王子地区の中央線快速・南武線・武蔵野線の一部駅
  - 千葉ステーションビル - 千葉地区の京葉線の一部駅
  - JR東日本東北総合サービス - 東北地区
  - JR東日本新潟シティクリエイト - 新潟地区
  - ステーションビルMIDORI - 長野地区
- 東海旅客鉄道
  - JR東海交通事業 - 在来線
  - 新幹線メンテナンス東海 - 新幹線鉄道事業本部（主に首都圏）の東海道新幹線の一部駅
  - 関西新幹線サービック - 関西地区の東海道新幹線の一部駅
- 西日本旅客鉄道
  - JR西日本交通サービス - 近畿地区
  - JR西日本中国交通サービス - 中国地区
  - JR西日本金沢メンテック - 金沢地区
- 四国旅客鉄道 / 四鉄サービス[1]
- 九州旅客鉄道 / JR九州サービスサポート - 2023年9月30日付で駅業務が親会社に移管され、再び直営化。

### 私鉄
- 京王電鉄 / 京王設備サービス - 1999年4月に鉄道関連事業部を発足し、駅業務委託を開始。自社のみならず、横浜市営地下鉄、東京臨海高速鉄道（りんかい線）、ゆりかもめ、多摩都市モノレールの駅業務を受託しているのが特徴[2][3]。
- 東京急行電鉄（現：東急株式会社） / 東急レールウェイサービス - 1999年6月設立。2012年までは直通先の横浜高速鉄道みなとみらい線の駅業務も委託していた。2019年9月30日付で親会社に吸収合併され、駅業務を再び直営化。
- 西日本鉄道 / 西鉄ステーションサービス - 2000年2月設立。
- 阪急電鉄 / 阪急レールウェイサービス - 2001年6月設立。阪急電鉄の駅業務委託は終了し、阪急阪神ホールディングス傘下の能勢電鉄、北大阪急行電鉄、阪神電気鉄道、神戸電鉄の駅業務委託を行う。
- 京浜急行電鉄 / 京急ステーションサービス
  - 2001年6月、（旧）京急ステーションサービス（京急ステーションコマース）を設立し駅業務委託を開始。
  - 2005年7月1日、（新）京急ステーションサービスを設立、駅業務受託事業を移管される。2017年10月16日付で親会社に吸収合併され、駅業務を再び直営化。
- 近畿日本鉄道 / 近鉄ステーションサービス - 2000年（平成12年）6月、近鉄サービスネットとして設立。2003年6月28日に商号変更し駅業務委託を開始。2006年3月1日付で親会社に吸収合併され、駅業務を再び直営化。
- 東武鉄道 / 東武ステーションサービス - 2003年8月設立。
- 京阪電気鉄道 / 京阪ステーションマネジメント - 2004年設立。
- 東京メトロ / メトロコマース - 2006年設立。
- 高松琴平電気鉄道 / ことでんサービス - ビルメンテナンス業の北四国総業が元々営んでいた事業で、同社がコトデンタクシーに合併された2004年に現商号に変更。2019年にビルメンテナンス業をことでん本社、タクシー事業をことでんバスに移管したため、ステーションサービス専業となった。

### 公営鉄道
公営鉄道（交通局）では、JR・私鉄と異なり、公募による民間委託や外郭団体への業務委託という形をとる。
- 札幌市交通局 / 札幌市交通事業振興公社
- 仙台市交通局 / 公募委託先（ALSOK宮城、セノン）
- 東京都交通局 / 東京都営交通協力会
- 横浜市交通局 / 横浜市交通局協力会[4]、公募委託先（京王設備サービス）
- 名古屋市交通局 / 公募委託先（日本通運）
- 京都市交通局 / 公募委託先（日本通運）
- 神戸市交通局 / 公募委託先（近畿日本鉄道）
- 福岡市交通局 / 公募委託先（JR西日本中国メンテック、JR九州サービスサポート、西鉄ステーションサービス、日本通運）

## 海外の事例
海外でも日本と同様に、鉄道会社が子会社に窓口業務を委託している例がある。
- 韓国鉄道公社 / コレイルネットワークス（Korail Networks）